# Первая Филиппинская республика
Первая Филиппинская республика (официально называлась Филиппинская республика, также известна как Малолосская республика) — кратковременно существовавшее непризнанное государство на территории Филиппин, возникшее в результате Филиппинской революции.

## История

### Филиппинская революция и Испано-американская война
Создание республики стало кульминацией Филиппинской революции и начавшейся впоследствии Испано-американской войны. 12 июня 1898 года в Кавите, родной провинции Эмилио Агинальдо, филиппинские революционеры опубликовали на испанском языке текст Декларации независимости Филиппин, который провозглашал создание независимого филиппинского государства. 15 сентября революционеры созвали в Малолосе учредительное собрание, которое приняло проект так называемой «Малолосской конституции». Конституция была официально принята в январе 1899 года, первым президентом республики был объявлен Эмилио Агинальдо. Учредительное собрание заменило собой временное революционное правительство, провозглашённое до этого Эмилио Агинальдо.
Согласно указам от 20 мая и 18 июня 1898 года на Филиппинах предписывалось в сжатые сроки реорганизовать системы провинциальной и муниципальной власти. Малолосское учредительное собрание приняло также важный закон о предоставлении правительству кредитов, чтобы сбалансировать большие затраты Филиппинской республики.
После того как 12 июня 1898 года была опубликована Декларация независимости Филиппин, Филиппинская революционная армия была переименована в Филиппинскую армию. Впоследствии, 28 сентября 1898 года, Агинальдо назначил Антонио Луну военным министром. Примерно тогда же в Малолосе была основана Филиппинская военная академия.

### Американо-филиппинская война
10 декабря 1898 года Испано-американская война завершилась подписанием Парижского мирного договора, предусматривавшего передачу испанских колоний Соединённым Штатам, что являлось решением территориального спора между этими государствами. США немедленно направили на Филиппины дополнительные войска, имея целью занять Манилу; филиппинская армия вступила с ними в противостояние. В тот же день президент Эмилио Агинальдо заявил: «Дружественные отношения между Филиппинами и США прекращены, американцы отныне рассматриваются как враги». Эскалация конфликта проходила достаточно быстро, и в результате второй битвы за Манилу филиппинская армия была вынуждена в конце концов оставить город. 31 марта американцы заняли Малолос — первоначальную столицу Филиппинской республики, хотя этот город был уже фактически намеренно сожжён отступавшей филиппинской армией. Агинальдо и члены правительства республики переехали в Сан-Исидро.
После завершившихся неудачей переговоров с американцами, проходивших с апреля по май 1899 года, и захвата американской армией Сан-Исидро правительство Филиппинской республики бежало сначала в Бамбан, затем в Тарлак. Кроме того, 7 мая многие представители «партии войны» в правительстве были уволены и заменены министрами, более стремившимися к миру. 13 ноября американцы взяли штурмом Тарлак, в который бежал Агинальдо. В тот же день на встрече со своими сторонниками в Байамбанге успевший бежать туда Агинальдо отдал распоряжение о реорганизации армии и начале партизанской войны. С этого времени влияние Агинальдо и его армии стало ослабевать, так как он не мог более предпринимать крупномасштабных военных операций. Поняв, что возможность перемещения на восток для его сил заблокирована американцами, Агинальдо вместе со своими сторонниками 15 ноября выдвинулся в направлении севера и запада, намереваясь пересечь горы.
20 марта 1901 года Агинальдо был взят в плен американскими войсками в Сервантесе. 1 апреля он принёс присягу на верность Соединённым Штатам, объявил о ликвидации Филиппинской республики и признании американского суверенитета над Филиппинами. В скором времени американские войска заняли — в соответствии с Парижским договором — всю территорию филиппинских островов, окончательно положив конец существованию Первой Филиппинской республики. Правление американцев на Филиппинах продолжалось до 1946 года, когда в результате Манильского договора они стали независимой республикой.